# This Is the Life ("Weird Al" Yankovic)
This Is the Life è un singolo del cantante statunitense "Weird Al" Yankovic estratto dall'album Dare to Be Stupid.
È una delle poche canzoni originali fatte da Weird Al.

## Significato
La canzone è una satira verso il crimine organizzato.
La canzone è stata usata anche come colonna sonora per il film Pericolosamente Johnny.

## Tracce
1. This Is the Life – 3:02
2. Buy Me a Condo – 3:52

## Il video
Il video è la parodia dei vecchi film di Gangster degli anni trenta, con "Weird Al" Yankovic che interpreta un mafioso che si gode i piaceri della vita.
Nel video appaiono anche delle scene tratte dal film Pericolosamente Johnny.